# Johann Michael Hofmann
Johann Michael Hofmann (* 1757; † 1841) war ein deutscher Kommunalpolitiker, Regierungsmitglied und Bürgermeister.

## Leben
Johann Michael Hofmann war hauptberuflich Mehlhändler.
Nebenberuflich war er Mehlwaag-Inspektor und Ratsherr.
Am 18. April 1820 fand die erste parlamentarische Wahl in Hessen statt.
Bei dieser Wahl erhielt der dienstälteste Ratsherr Hofmann die meisten Wählerstimmen.
Im Jahre 1821 fand in Darmstadt eine Bürgermeisterwahl statt.
Bei dieser Wahl konnte der konservative vormalige Senator Hofmann mehr als die Hälfte aller abgegebenen Stimmen auf sich vereinen. 
Hofmann war somit der erste gewählte Bürgermeister Darmstadts. 
Im Jahre 1824 wurde Hofmann im Bürgermeisteramt bestätigt.
1831 wurde Hofmann erneut im Amt bestätigt; obwohl er bei der Bürgermeisterwahl weniger Wählerstimmen als der Kandidat Ernst Emil Hoffmann bekam. 
Das Auswahlrecht der Regierung machte dies möglich.
Im Jahre 1833 verzichtete Hofmann auf das Bürgermeisteramt.
Danach bekleidete er die einträglichere Steuereinnehmer-Stelle.
Zu seinen Verdiensten gehörte vor allem die Neuordnung des Darmstädter Schulwesens.
Diese Neuordnung basierte auf der Grundlage der im Jahre 1827 erlassenen „Allgemeinen Schulordnung für das Großherzogtum Hessen“.
Im Jahre 1828 wurden die bis dahin voneinander unabhängigen Stadt- und Freischulen zu einem einheitlichen Stadtschul-System fusioniert. 
1832 wurde – nach der vollzogenen Union mit den Reformierten – auch deren Schulstelle in das Stadtschul-System eingegliedert.
Im Jahre 1841 verstarb Johann Michael Hofmann.